# Effat Nagy
Effat Nagy (5 tháng 4 năm 1905 – 4 tháng 10 năm 1994) là một nghệ sĩ Ai Cập có một bảo tàng riêng ở Cairo dành cho công việc của bà và chồng. Bảo tàng có tên Bảo tàng Saad El-Khadem và Effat Nagy.

## Cuộc đời
Effat Mousa Nagy được sinh ra tại cảng Địa Trung Hải Alexandria năm 1905. Bà bị mê hoặc bởi nền văn hóa và trải qua đào tạo về âm nhạc và toán học. Bà được một gia sư riêng và người anh của mình là nghệ sĩ Mohamed Nagy dạy vẽ. Bà được đào tạo chính thức tại Học viện Nghệ thuật ở Rome vào năm 1947. Bà làm việc ở Ai Cập dưới trướng André Lhote và họ dùng khảo cổ học Ai Cập làm chủ đề chính.
Bà kết hôn với Saad Al-Khadem năm 1945. Ông cũng là một nghệ sĩ và là một nhà nghiên cứu. Các nghiên cứu của chồng đã truyền cảm hứng nghệ thuật cho bà.
Năm 1956, bà nhận được lời khen ngợi từ anh trai của mình. Ông cho rằng tác phẩm của bà đã vượt bậc hơn cả các tác phẩm của mình vì ông cảm thấy các tác phẩm của mình đã bị hạn chế bởi quá trình đào tạo hàn lâm.
Năm 1964, bà tổ chức trưng bày các tác phẩm của mình tại Triển lãm High Dam (as-Sad al-'Aali). Đây là kết quả của công việc mà bà được ủy nhiệm vào năm trước đó. Bà được yêu cầu ghi lại các khảo cổ học sẽ bị mất dưới làn nước của đập Aswan khi đập được xây dựng. Bà là một trong 64 nghệ sĩ được chọn cho công việc này.
Năm 1968, Bảo tàng Mohamed Nagy được thành lập và Nagy đã đóng góp bốn mươi bức tranh của anh trai mình để tạo ra một bộ sưu tập tác phẩm của anh trai cô.
Nagy mất năm 1994 tuy nhiên cũng có một nguồn tin khác cho rằng bà mất năm 1997.

## Triển lãm cá nhân tiêu biểu
- Tại Alexandria Atelier 1948
- Tại association of Fine arts lovers, Cairo 1956
- Tại Bảo tàng Mỹ thuật, Alexandria 1957
- Ở Florenca và Rome 1962
- Tại Golden circle gallery, Thụy Sĩ 1971
- Tại Trung tâm Văn hóa Pháp, Alexandria, kèm theo Hội thảo chuyên đề về Andriea Lout 1976
- Tại Phòng trưng bày Mashrabia, Cairo 1987
- Tại A-Qandeel gallery entitle` 50 years of Effat Nagy` 1992
- Tại Atelier 1999[1]

## Di sản
Nagy và chồng bà có một bảo tàng ở Cairo với khoảng 200 bức tranh và đồ gốm của họ. Bảo tàng của Saad El-Khadem và Effat Nagy lưu giữ 24 bức tranh của Nagy và 34 bức tranh của chồng bà trong đó bao gồm một số lượng lớn các bức tranh khỏa thân với Nagy là người mẫu. Tòa nhà cũng chứa thư viện cũ của họ với nhiều sách hữu ích về văn hóa dân gian và chiêm tinh học. Nagy đã chuyển giao ngôi nhà lại cho chính phủ Ai Cập, nhưng chính phủ Pháp đã trả tiền tiểu sử để được xuất bản một cuốn sách về bà.